# Torneo femenino de voleibol en los Juegos Bolivarianos de 2013
El torneo de voleibol femenino fue una disciplina deportiva en los XVII Juegos Bolivarianos de 2013.

## Equipos participantes
| Equipos participantes | Equipos participantes | Equipos participantes | Equipos participantes | Equipos participantes |
| --------------------- | --------------------- | --------------------- | --------------------- | --------------------- |
| Bolivia               | Colombia              | Guatemala             | Perú                  | Venezuela             |

## Partidos
| Fecha          | Encuentro             | Resultado | Set   | Set   | Set   | Set   | Set | Puntuación total |
| Fecha          | Encuentro             | Resultado | 1     | 2     | 3     | 4     | 5   | Puntuación total |
| -------------- | --------------------- | --------- | ----- | ----- | ----- | ----- | --- | ---------------- |
| 25-11-13 18:00 | Venezuela – Bolivia   | 3 - 0     | 25-13 | 25-15 | 25-9  |       |     | 75 - 37          |
| 25-11-13 20:00 | Guatemala - Perú      | 0 - 3     | 11-25 | 8-25  | 17-25 |       |     | 36 - 75          |
| 26-11-13 18:00 | Guatemala - Colombia  | 0 - 3     | 16-25 | 8-25  | 16-25 |       |     | 40 - 75          |
| 26-11-13 20:00 | Perú – Bolivia        | 3 - 0     | 25-13 | 25-14 | 25-11 |       |     | 75 - 38          |
| 28-11-13 18:00 | Bolivia – Guatemala   | 1 - 3     | 21-25 | 18-25 | 28-26 | 17-25 |     | 84 - 101         |
| 28-11-13 20:00 | Colombia – Venezuela  | 0 - 3     | 23-25 | 9-25  | 19-25 |       |     | 51 - 75          |
| 29-11-13 18:00 | Venezuela – Guatemala | 3 - 0     | 25-10 | 25-19 | 25-20 |       |     | 75 - 49          |
| 29-11-13 20:00 | Perú – Colombia       | 3 - 0     | 25-11 | 25-11 | 25-18 |       |     | 75 - 40          |
| 29-11-13 18:00 | Bolivia – Colombia    | 0 - 3     | 16-25 | 11-25 | 14-25 |       |     | 41 - 75          |
| 29-11-13 20:00 | Perú - Venezuela      | 3 - 0     | 25-21 | 25-17 | 25-10 |       |     | 75 - 48          |

## Clasificación
| Pos | Equipo    | PJ | PG | PP | SG | SP | PA  | PP  |
| --- | --------- | -- | -- | -- | -- | -- | --- | --- |
| 1   | Perú      | 4  | 4  | 0  | 12 | 0  | 300 | 162 |
| 2   | Venezuela | 4  | 3  | 1  | 9  | 3  | 273 | 212 |
| 3   | Colombia  | 4  | 2  | 2  | 6  | 6  | 241 | 251 |
| 4   | Guatemala | 4  | 1  | 3  | 3  | 10 | 226 | 309 |
| 5   | Bolivia   | 4  | 0  | 4  | 1  | 12 | 198 | 326 |

### Medallero
| Evento | Oro                      | Plata                            | Bronce                                   |
| ------ | ------------------------ | -------------------------------- | ---------------------------------------- |
|        | Campeón Bolivariano Perú | Subcampeón Bolivariano Venezuela | Ganador de la Medalla de Bronce Colombia |